# Чехословацкое телевидение
Чехословацкое телевидение (чеш. Československá televize, словац. Československá televízia, позже Česko-slovenská televízia, ČST) — чехословацкая телеорганизация.

## История
1 мая 1953 года Чехословацкое радио запустило по первому частотному телеканалу запустило канал ČST («Československá televize» — Чехословацкое телевидение). В 1957 г. было создано государственное учреждение «Чехословацкое телевидение», которому и перешёл канал ČST. 9 мая 1970 года ČST по второму частотному телеканалу запустило канал ČST 2, канал ČST был переименован в ČST 1. Цветное телевидение появилось в 1974 году. В мае-сентябре 1990 года ČST 1 был переименован в F1 («первый федеральный»), ČST 2 была заменена двумя каналами с республиканским охватом производившейся соответственно собственно ČST и Братиславской студией ČST — ČTV («Чешское телевидение») в Чехии и S1 («первый словацкий») в Словакии, ČST также запустила два республиканских третьих канала — OK3 (Otevřený kanál 3 — «третий открытый канал») и TA 3. 31 декабря 1992 года ČST была разделена на телекомпании ČT (Чешское телевидение) (создана на базе пражских главных редакций ČST) и STV (Словацкое телевидение) (создана на базе Братиславской студии ČST), F1 была заменена ČT 1 на территории Чехии и STV 1 на территории Словакии, ČTV — ČT 2, S1 — STV 2, OK3 — ČT 3.

## Структура
Управлялось Чехословацким комитетом по радиовещанию и телевидению (Československý výbor pro rozhlas a televizi) (до 1954 года — Чехословацким радиовещательным комитетом (Československý rozhlasový výbor)). Имела тематические подразделения — «главные редакции», производство основной информационной программы — «Телевизионные новости» (Televizní noviny) осуществляла Главная редакция телевизионных новостей ČST. В Остраве, Брно, Братиславе и Кошице ČST имела территориальные подразделения — «студии», которые также имели тематические главные редакции, производили отдельные программы о жизни в соответствующих регионах, «региональные окна» на каналах ČST отсутствовали.

## Телеканалы
- ČST 1
- ČST 2